# 득량남초등학교
득량남초등학교는 대한민국 전라남도 보성군에 있는 공립 초등학교이다.

## 학교 연혁
- 1936년 4월 30일 : 득량공립보통학교 해평간이학교 인가
- 1944년 4월 10일 : 득량남초등학교 개교

## 참고 자료
- 득량남초등학교 - 한국교육학술정보원 학교알리미